# Talerze orkiestrowe
Talerze orkiestrowe inaczej czynele lub żele (wł. piatti a due) – instrument z grupy idiofonów o nieokreślonej wysokości dźwięku, wykorzystywany w orkiestrze symfonicznej oraz orkiestrze dętej.

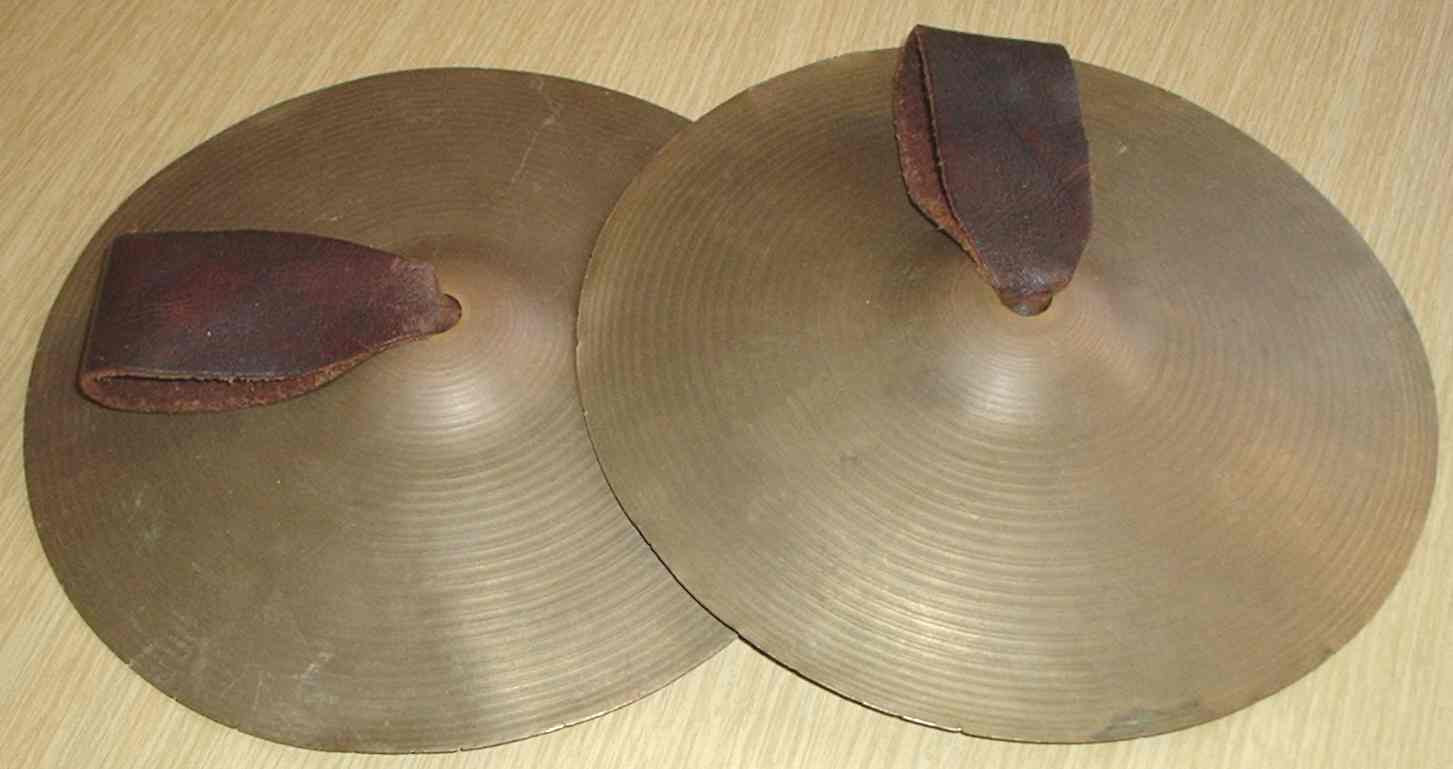
Piatti a due

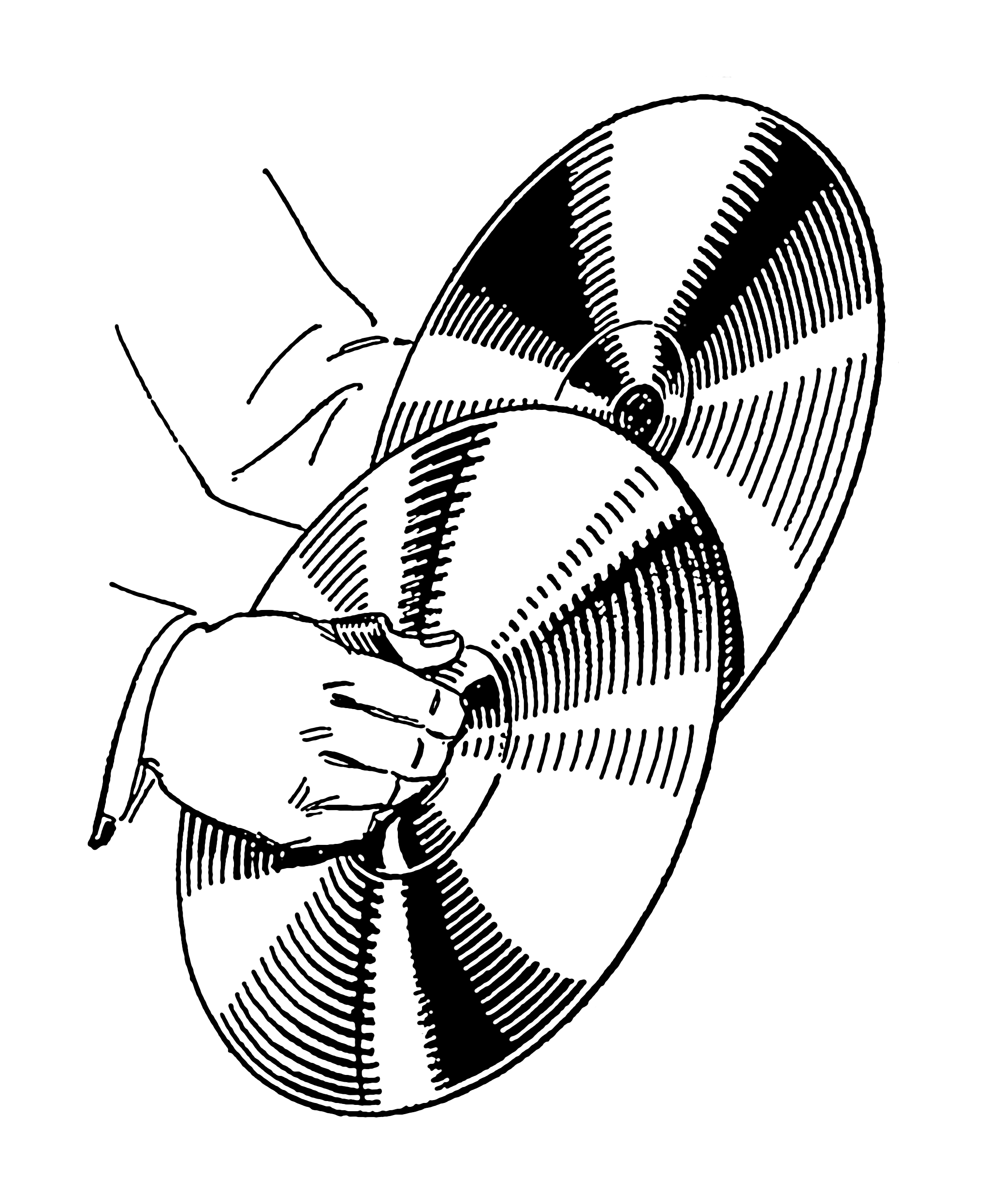
Sposób gry

Są to zwykle cienkie, okrągłe dyski, z uwypukleniem biegnącym koncentrycznie. Wykonane są głównie ze stopów brązu i mosiądzu. Występują w różnej średnicy i grubości. Talerze są trzymane pionowo na wysokości piersi grającego i zderzane ruchem lekko ukośnym z rozwarciem po zderzeniu (dźwięk z długim wybrzmiewaniem zanotowany z łukiem "w powietrze" lub długą wartością rytmiczną) lub z zatrzymaniem po zderzeniu i przyciśnięciem do klatki piersiowej (dźwięk nagle stłumiony, staccato lub krótka wartość rytmiczna). 